# Поволжское этиленовое кольцо
Поволжское этиленовое кольцо — система трубопроводов для транспортировки этилена между предприятиями ПАО «Нижнекамскнефтехим» (Нижнекамск), ОАО «Уфаоргсинтез» (Уфа), ОАО «Башкирская содовая компания» (Стерлитамак), ОАО «Газпром нефтехим Салават» (Салават), ОАО «Казаньоргсинтез» (Казань). Состоит из двух систем трубопроводного транспорта этилена: «Нижнекамск-Казань» и «Нижнекамск-Уфа-Стерлитамак-Салават». Эксплуатацию системы осуществляет ООО «Управление этиленопроводов Нижнекамскнефтехим» (дочернее предприятие ПАО «Нижнекамскнефтехим»). Протяженность трубопроводов системы составляет 780 км. Это единственная в России система этиленопроводов, уникальный инфраструктурный объект.

## История
Решение о строительстве двух трубопроводов было принято в 1968 году. Их проектировала британская фирма CJB.
В мае 1974 года началось строительство этиленопровода «Нижнекамск-Казань», он был построен к 1976 году. Одновременно велось строительство этиленопровода «Нижнекамск-Уфа-Стерлитамак-Салават», он был построен к 1977 году.
Постройка трубопроводов позволила поставлять производимый на Нижнекамском нефтехимическом комбинате этилен на Салаватский нефтехимический комбинат, Стерлитамакский химзавод, Уфимский завод синтетического спирта и Уфимский нефтеперерабатывающий завод. 
В 1984 году в связи с пуском установки ЭП-300 на НПЗ «Салаватнефтеоргсинтез» производимый на этом предприятии этилен по этиленопроводу стали получать Стерлитамакский химзавод, Уфимский завод синтетического спирта и Уфимский нефтеперерабатывающий завод.
ОАО «Каустик» (Стерлитамак) неоднократно жаловалось, что «Нижнекамскнефтехим» завышает тарифы на перекачку сырья по этиленопроводу. В связи с этим в 2006 году Федеральная антимонопольная служба оштрафовала  «Нижнекамскнефтехим» примерно на 70 млн. руб. В 2012 году ОАО «Газпром нефтехим Салават» и ОАО «Каустик» построили этиленопровод, который напрямую связал установку пиролиза ЭП-300 салаватского предприятия и этиленопотребляющие производства «Каустика», что позволило «Башкирской содовой компании», в состав которой вошёл «Каустик», стать независимой от «этиленового кольца». 
В марте 2017 года глава Приволжского управления Ростехнадзора Б. Петров заявил, что выборочное исследование одной из ниток этиленопровода выявило недопустимые дефекты, которые в любое время могут привести к аварийной ситуации.
В 2020 году компания ZALA AERO завершило комплекс работ по воздушному патрулированию магистральных этиленопроводов с использованием беспилотных аппаратов. Полученные данные должны помочь эффективно контролировать их техническое состояние.